# Walincourt-Selvigny
Walincourt-Selvigny é uma comuna francesa na região administrativa de Altos da França, no departamento do Norte. Estende-se por uma área de 15.07 km². Em 2010 a comuna tinha 2 178 habitantes (densidade: 144,5 hab./km²).